# Julio Vivas (historietista)
Julio Vivas García fue un historietista español (Barcelona, 1923 - Barcelona, 2017).

## Biografía
Julio Vivas inició su carrera con colaboraciones en cuadernos de aventuras como Hazañas Bélicas y El Inspector Dan a principios de los años cincuenta. Realizó luego varias seriales y series con guiones propios, además de continuar Dixón, el Felino.
A partir de 1970 se dedicó sobre todo a la adaptación de clásicos literarios para la colección "Joyas Literarias Juveniles" y para Publicaciones Fher, aunque también creó las series Quinta Dimensión (1975) y Jeff Blake, el Hombre de Pinkerton (1979) sobre guiones de Andreu Martín.

## Obra
| Años | Título                               | Guionista                        | Tipo                 | Publicación                                     |
| ---- | ------------------------------------ | -------------------------------- | -------------------- | ----------------------------------------------- |
| 1950 | Hazañas Bélicas                      |                                  | Serial               | Toray                                           |
| 1951 | El Inspector Dan núms. 69-72         |                                  | Serial               | Bruguera                                        |
| 1952 | El jinete de la noche                | Julio Vivas                      | Serie                | El Coyote                                       |
| 1952 | Alan Duff                            | Julio Vivas                      | Serial               | Marco                                           |
| 195- | Islas del Sur                        | Julio Vivas                      | Serie                | La Risa                                         |
| 195- | Fórmula Lark                         | Julio Vivas                      | Serie                | La Risa                                         |
| 1954 | El Tesoro del Pirata                 | Julio Vivas                      | Serial               | Toray: Aventureros del Mundo                    |
| 1954 | El Trío del Aire                     | Julio Vivas                      | Serial               | Toray                                           |
| 1954 | Dixón, el Felino                     | J.B. Artés                       | Serial               | Toray                                           |
| 1955 | El Inspector Dan                     | Andreu Martín                    | Serie                | Pulgarcito, Mortadelo Especial (1975)           |
| 1955 | Mis Cuentos                          |                                  |                      | Toray                                           |
| 1955 | Veinte mil leguas de viaje submarino | Heliodoro Lillo Lutteroth        | Monografía           | Bruguera: Historias, núm. 2                     |
| 1955 | Los viajes de Marco Polo             | Jorge Ministral Macià            | Monografía           | Bruguera: Historias, núm. 8                     |
| 1958 | Las chicas de Vivas                  |                                  | Serie                | Can Can                                         |
| 1968 | Mike Palmer, detective privado       | Perich, Jordi Bayona             | Bravo                |                                                 |
| 1970 | El pirata'                           | Miguel Cussó                     | Monografía           | Bruguera: Joyas Literarias Juveniles, núm. 6    |
| 1977 | Solidaridad con El Papus             |                                  | Monografía colectiva | Varias editoriales                              |
| 1977 | Veinte mil leguas de viaje submarino | Beaumont                         | Monografía           | Publicaciones Fher: Ediclas Julio Verne, núm. 1 |
| 1975 | Quinta Dimensión                     | Andreu Martín                    | Serie                | Sacarino                                        |
| 1979 | Jeff Blake, el Hombre de Pinkerton   | Carlos Echevarría, Andreu Martín | Serie                | Kung-Fu                                         |